# Historien om Danmark
Historien om Danmark er en dokumentarserie på ti afsnit produceret af DR, der gennemgår Danmarks historie fra stenalderen og frem til moderne tid. Hvert afsnit handler om en afgrænset tidsperiode, som bliver gennemgået kronologisk med dramatiseringer af forskellige begivenheder. Den danske skuespiller Lars Mikkelsen var vært på programmet, og han overværede mange af dramatiseringerne. Serien blev sendt med de første fem afsnit i foråret 2017 og de sidste fem i efteråret samme år; første del blev sendt søndag aften, hvor kanalen traditionelt har sendt selvproducerede dramaserier, som både har haft store seertal og vundet nationale og internationale priser. Det var første gang siden 1982, at DR gav sit bud på Danmarkshistorien, og dengang var det med historikeren Erik Kjersgaard som vært.
I forbindelse med serien igangsatte DR også et samarbejde med Nationalmuseet og Slots- og Kulturstyrelsen om forskellige events og aktiviteter om landets historie.
Første sæson af serien blev godt modtaget af både anmeldere og seere. Anmelderne roste især de forskellige eksperter, der medvirker i hvert afsnit, samt dramatiseringerne. Den første sæson af serien havde omkring en million seere til hvert afsnit, hvilket er i nogenlunde samme størrelsesorden som mange andre af kanalens dramaserier, der har været sendt i samme tidspunkt. Afsnit 2-5 var DR's mest sete tv-program for de respektive uger. Anden sæson fik en mere blandet modtagelse, og særligt sidste afsnit fik meget kritik for at være politisk ensporet.
Serien modtog en række nomineringer ved forskellige prisoverrækkelse og vandt blandt andet seerprisen ved TV Prisen i 2018.

## Afsnit

### Sæson 1
Første sæson blev sendt hver søndag aften kl 20:00 i april måned 2017.
| Nr. | Sendt | Periode                                    | Historiske genstande | Eksperter | Lokationer | Manuskript og instruktion                       |
| --- | --- | ------------------------------------------ | --- | --- | --- | ----------------------------------------------- |
| 1   | 2. april | Stenalder (23.000-2.500 fvt)               | Pilespidser fundet på Lolland Koelbjergmanden Urokse fra Nationalmuseet Vedbækfundene Skiveøkse fundet på Møn Hindsgavldolken | Eske Willerslev (DNA-forsker og professor, Københavns Universitet) Jeanette Varberg (arkæolog og museumsinspektør, Moesgaard Museum) Kurt H. Kjær (professor i geologi, Københavns Universitet Lasse Sørensen (arkæolog, Nationalmuseet Minik Rosing (professor i geologi, Københavns Universitet) Peter Vang Petersen (museumsinspektør, Nationalmuseet) Rane Willerslev (professor i Socialantropologi, Aarhus Universitet) | Daugbjerg Kalkgruber Gravhøj ved Bygholm Nørremørk, Horsens Island Kong Svends Høj, Lolland Møns klint Poskær Stenhus, Mols Bjerge Sagnlandet Lejre                                                                                  | Thomas Roger Henrichsen                         |
| 1   | De første mennesker, der kom til Danmark under sidste istid var jægere, som søgte de store vildt. Da isen trak sig tilbage bragte tundraen dyr som mammutter, uldhåret næsehorn og urokser til området. De jager især rensdyr, hvor alt bruges. Kødet bliver spist, indvolde ligeså, da de er rige på mineraler. Skinder bruges til tøj og telte, mens gevirerne bruges til værktøj. I jægerstenalderen bor folk som nomader, der flytter sig efter, hvor dyrene er. Hunden bliver domesticeret, og den bliver brugt som vagthund og til jagt. Kystjægerne begynder at blive udbredte. De bruger ruser til at fange fisk, og spiser store mængder muslinger. Resterne blev samlet i enorme møddinger. I små stammebåde sejler man ud for at fange fisk. Shamaner og tidens åndeverden. Det første korn bringes til Danmark, hvilket ændrer bosætningsmønstret totalt. Det bliver begyndelsen på bondestenalderen, hvor man slår sig ned et fast sted for at dyrke jorden. Man begynder at brygge stendysser, rundhøje og jættestuer, hvor de døde begraves. |                                            | | | |                                                 |
| 2   | 9. april | Bronze- og jernalderen (1700 f.v.t. – 750) | Bronzefigur med hjelm, Nationalmuseet Bæltespænde fra bronzealderen Danserindefigur i bronze, Nationalmuseet Egtvedpigen Klapstolen fra Guldhøj, Nationalmuseet Rageknive i bronze fra Nationalmuseet Rekonstruktion af hjortspringsbåden Skrydstruppigen Solvognen Tollundmanden Veksøhjelmene | Eske Willerslev (DNA-forsker og professor, Københavns Universitet) Flemming Kaul (arkæolog og museumsinspektør, Nationalmuseet) Jeanette Varberg (arkæolog og museumsinspektør, Moesgaard Museum) Karin Margarita Frei (professor i arkæometri, Nationalmuseet) Kristian Kristiansen (professor i arkæologi, Göteborg Universitet)                                                                                            | Borum Eshøj Bronzealderhuset ved Skrydstrup Hjemsted Oldtidspark Pfahlbaumuseum Unteruhldingen Sagnlandet Lejre Skrydstrupgravhøjen                                                                                                  | Thomas Roger Henrichsen Christina Ramsø Thomsen |
| 2   | Bronzealderen: Introduktionen af bronze og den store handel mod syd med skibe, og helleristningerne med skibsmotiver. Blå glasperler fra syd blev handlet, og lagt i gravene. Ravet der blev Nordens guld var landets vigtigste eksportvare. Kvæget kom på stald i husene. Menneskenes gik op i deres udseende, hvilket bl.a. ses på smykker, hårpragt og mænd var glatbarberede. Deres forståelse af solen, der altid skulle være i bevægelse. Analyser af Skrydstruppigens hår og tænder viser at hun ikke er født i Danmark, men ligesom Egtvedpigen er tilrejsende. Den sidste del af perioden havde store økser, hjelme med horn, dansende kvinder Jernalderen: Introduktion af jern. Temperaturen falder igen. De første landsbyer. De mange moselig og menneskeofringer. |                                            | | | |                                                 |
| 3   | 16. april | Vikingetiden (750-1050)                    | Kranier fra Gotland Ranvaiks gyldne skrin, Nationalmuseet Skuldelev 6, Vikingeskibsmuseet | Jeanette Varberg (arkæolog og museumsinspektør, Moesgaard Museum) Morten Ravn (arkæolog og museumsinspektør, Vikingeskibsmuseet) Søren M. Sindbæk (arkæolog og professor MSO, Aarhus Universitet) | Bork Vikingehavn Jellingmonumenterne Havhingsten Sagnlandet Lejre Smeeton Westerby, Leicestershire Trelleborg Vikingelandsbyen Aarhus Havn og Moscow Mærsk                                                                           | Thomas Roger Henrichsen Louise Addemos Jappe    |
| 3   | Jernalderens afslutning og begyndende vikingtid, hvor sejlet og vikingeskibene begynder at vinde frem, der giver mulighed for handel med fjernere steder. Angrebet på Lindisfarne 793. Vikingekongen Godfred i Sønderjylland mødes med Karl den Store og ødelægger Reric. Etableringen af Ribe og handelspladsen ved Hedeby. Man begynder at handle med sølvmønter og brudsølv som værdimål. Vikingetogter bringer trælle med hjem. Vikingekvinderne havde høj status i samfundet, da de skulle kunne passe gården, når mændene var på togt, og de bl.a. kunne kræve skilsmisse. Man ofrede dyr, mad, våben og sågar mennesker til de nordiske guder. Vikingerne begynder at erobre land i stedet for blot at plyndre. Afledninger af mange nordiske ord findes stadig i moderne engelsk. Oprettelsen af Danelagen i 878. Harald Blåtand rejser Jellingstenen over Gorm den Gamle og Thyra. Han kristnes af munken Poppo. Otto den Store lægger pres på vikingerne mod nord, da dør begynder Otto 2. en aggressiv udenrigspolitik, der muligvis får Harald Blåtand til at påbegynde opførslen af trelleborgene. Det stopper i 983, da han dør og tronen overtages af Otto 3., der kun var 3 år gammel. Svend Tveskæg overtager med magt tronen fra sin far Harald, og han plyndrer i England, hvor han kæmper mod Ethelred 2. den Rådvilde i Wessex. Opkrævning af danegæld, der får Ethelred til at kræve alle danskere i Wessex halshugget den 3. november 1002. Tveskæg erobrer Englands trone, men dør kort efter, for at blive erstattet af Knud den Store, der konsoliderer magten med flere befæstninger og derved skabte Nordsøimperiet |                                            | | | |                                                 |
| 4   | 23. april | Højmiddelalder (1050-1340)                 | Angersfragmentet, Det Kongelige Bibliotek Arkonas indtagelse af kong Valdemar den Store og biskop Absalon (1894, Laurits Tuxen), Det Nationalhistoriske Museum på Frederiksborg Slot Bispestav, Nationalmuseet Dannebrog falder ned fra himlen under Volmerslaget ved Lyndanisse (Tallin) i Estland den 15. juni 1219 (1809, Christian August Lorentzen), Statens Museum for Kunst Jyske Lov, Rigsarkivet Kalkmaleri, Keldby Kirke Kalkmaleri, Aal Kirke Svantevitstatue, Svendborg Museum | Carsten Selch Jensen (lektor i kirkehistorie, Københavns Universitet) Helle Vogt (lektor i retshistorie, Københavns Universitet) Kurt Villads Jensen (historiker, Stockholms Universitet) Leif Plith Lauritsen (middelalderarkæolog, Museum Lolland-Falster) | Bjernede Kirke Esrum Kloster Glimmingehus Jellingstenen Kalundborg Kolding og Koldinghus Københavns Byret Middelaldercentret Nyborg Sankt Bendts Kirke, Ringsted Sorø Klosterkirke og Klosterporten i Sorø Tveje Merløse Kirke Vejle | Jonas Fægtebog-Førstø Christina Ramsø Thomsen   |
| 4   | Danmark er opdelt i tre mindre lande, hvor en konge vælges i hver sit område. Valdemar fødes i 1131, og vokser op hos Asser Rig, og bliver venner med hans søn Absalon. Sidstnævnte uddannes i Paris. Imens raser en borgerkrig i Danmark. Striden står mellem Svend, Knud og Valdemar. I 1157 bliver de enige om at dele landet. Svend dræber Knud ved blodgildet i Roskilde. Valdemar besejrer herefter Knud senere samme år under slaget på Grathe Hede. Valdemar den Store er nu konge over Danmark. Hans fortsatte venskab med Absalon hjælper ham til at få opbakning i kirken, særligt efter ham til at blive biskop i Roskilde. Store landområder bliver opdyrket. Der oprettes mange klostre i Danmark, og munkene medbringer teknologi som vandmøller og urter som dild, lavendel og timian til Danmark. Nogle klostre kommer til at fungere som de første hospitaler. Befolkningstallet stiger, og der grundlægges nye landsbyer. Kirken inddriver tiende. Kristendommen er en fast bestanddel i alle folks hverdag, og der opføres tusindvis af kirker fordelt over hele landet. Valdemar den Store får et godt forhold til paven og påbegynder de Baltiske korstog. Han erobrer Arkona og slår derved endegyldigt Venderne. Saxo Grammaticus nedskriver sit værk Gesta Danorum, der er med til at skabe Danmarkshistorien. værket er dog stærkt præget af at være bestillingsarbejde fra kongen. Valdemar den Stores datter, Ingeborg, fødes og hun bliver gift med Filip 2. August af Frankrig. Han forsøger dog kort efter, at få brylluppet annulleret. Hun sendes i husarrest, og appellerer til paven i Rom. Han ender med at lyse interdikt over hele Frankrig. Valdemar Sejr kommer til magten i 1202. Han underlægger sig nye områder i Baltikum. Under slaget ved Lyndanisse i Estland, 1219, daler Dannebrog end fra himlen. I 1223 tages han til fange af Henrik af Schwerin under en jagt på Lyø. Hans søster Ingeborg får betalt hans løsesum, og han frigives efter tre år. Jyske Lov nedskrives i 1241. |                                            | | | |                                                 |
| 5   | 30. april | Senmiddelalder (1350 – 1536)               | Skeletter fra massegravene ved Visby Erik af Pommerns kroningsdokument, Rigsarkivet Valdemar Atterdag brandskatter Visby (1881, Carl Gustaf Hellqvist) | Anders Bøgh (middelalderhistoriker, Aarhus Universitet) Kurt Villads Jensen (historiker, Stockholms Universitet) Michael H. Gelting (historiker, Rigsarkivet) Poul Grinder-Hansen (historiker og museumsinspektør, Nationalmuseet) Vivian Etting (historiker, Nationalmuseet) | Bornholms Middelaldercenter Glimmingehus Gurre Slot Jernalderlandsbyen Kronborg Slot Middelaldercentret Nyborg Slot Roskilde Domkirke Spøttrup Borg Vordingborg Slot og Gåsetårnet                                                   | Claus Pilehave                                  |
| 5   | I 1286 bliver Erik Glipping myrdet i Finderup Lade. Christoffer 2. fører dyre krige i udlandet, og må pantsætte mere og mere af Danmark til de tyske grever, for at kunne betale dem, og ved hans død er riget stort set ikke eksisterende. Valdemar Atterdag kommer til magten og underskriver en aftale med de tyske grever om, at han skal sørge for få inddraget deres gæld. I Jylland lykkes det hurtigt at få løskøbt områder, mens der på Sjælland var mere modstand da flere borge og godser var pantsat videre til andre folk. Pesten spreder sig i Europa, og den rammer især børn og unge. I 1350 når den til Danmark. Der var ingen behandling, og folk troede at det var Gud, der straffede menneskene. Valdemar får datteren Margrete i 1353. Valdemar fortsætter sine erobringer og Skåne, Halland og Blekinge, der har de meget indbringende fiskemarkeder i bl.a. Skanør, og kong Magnus giver hurtigt op. Efter dette går han videre mod Gotland, der har hansestaden Visby. Han angriber byen i 1361, og et stort antal bønder dræbes af Valdemars professionelle hær. Margrete sendes til Norge i en alder af 10 år, hvor hun bliver gift med Håkon 6. Valdemars ældste, og eneste overlevende, søn dør i 1363. Samtidig angriber Hansestæderne som hævn for Visby, og Danmark taber, så Skåne må afstås i 1370 for en 15 års periode. Margrete får sønnen Oluf i 1370 og ved Valdemars død i 1375 bliver han arving til hele riget. Det lykkes Margrete at få forhandlet Oluf ind som ny konge i 1376, med Håkon som formynder. Håkon dør imidlertid kort efter i 1380, og nu er Margrete formynder over både Norge og Danmark. Pesten hærger flere gange, og op mod halvdelen af befolkningen døde, hvilket betyder at de overlevende får bedre vilkår, da herremændene blev nødt til at behandle de tilbageværende bedre, for at kunne få folk til at arbejde for sig. Margrete forhandler med Hansestæderne om tilbageleveringen af Skåne. De er imod, særligt at forhandle med en kvinde, og hun brugte efter sigende kapere til angribe Hanseforbundets skibe. De ender med at tilbagelevere Skåne og de indbringende sildemarkeder. Margrete udnytter utilfredshed med den svenske krone til at forhandle for at få Oluf til at blive udråbt som konge over Sverige. Oluf dør allerede i 1387. Kvinder kan som udgangspunkt ikke regere et land, men hun har vundet respekt blandt den herskende klasse i Danmark, så hun vælges som Fuldmægtig Frue og Husbonde og ganske rigens af Danmark formynder, med krav om, at hun finder en mandlig arving. Hun adopterer sit fostersøn og søsterbarnebarn Bugislav, der får navnet Erik. Margrete går får første gang i krig for at vinde tronen fra Albrecht af Mecklenburg, og under slaget ved Åsle i 1389 vinder hun. I 1397 underskrives Kalmarunionen, der forener Danmark, Norge og Sverige under én konge. Margrete dør i 1412 ombord på et skib. Sverige arbejder for at komme ud af unionen, og Erik af Pommern ender med at tage til Gotland og lever som pirat i 10 år. De næste mange konger kæmper også svenskerne, og de slutter endegyldigt med Christian 2., der igangsætter det Stockholmske Blodbad i 1520. |                                            | | | |                                                 |

### Sæson 2
Premieren på anden sæson blev udskudt af produktionshensyn, og det betød, at serien lå samtidig som DR's dramaserie Herrens Veje, og serien fik derfor en ny og mindre attraktiv sendetid kl 20:00 lørdag aften, hvor den blev sendt fra september til oktober 2017.
| Nr. | Sendt | Periode                                               | Historiske genstande                                                                              | Eksperter | Lokationer | Manuskript og instruktion                                   |
| --- | --- | ----------------------------------------------------- | ------------------------------------------------------------------------------------------------- | --- | --- | ----------------------------------------------------------- |
| 1   | 23. september | Reformation og Renæssance (1536-1660)                 | Luthers lille Katekismus                                                                          | Søren Mentz (museumsleder, Museum Amager) Morten Fink-Jensen (historiker og lektor, Københavns Universitet) Charlotte Appel (historiker og lektor, Københavns Universitet) Martin Schwarz Lausten (professor i kirkehistorie, Københavns Universitet) | Frederiksborg Slot Frederiksborg Slotskirke Frilandsmuseet Ribe Riberhus Rosenborg Slot                                                                                | Ole Retsbo, Thomas Roger Henrichsen, Jonas Fægteborg-Førstø |
| 1   | Ved reformationen under Christian 2. overgår kirkens og klostrenes jord, som dækker omkring 40 % af Danmark, til kongen. Da Christian 4. bliver konge i 1588 er Danmark velhavende, og kongen holder en enorm kroningsfest og opfører senere Børsen, Rundetårn og Rosenborg Slot i København. Frederik 2.s slot i Hillerød nedrives og i stedet opføres pragtslottet Frederiksborg Slot. I et forsøg på at erobre Sverige én gang for alle angriber han Sverige i Kalmarkrigen, der dog ender uden vinder. I 1625 går han ind i Trediveårskrigen mellem Den Katolske Liga og Den protestantiske union. Det ender i katastrofe, da hans hær bliver slået. Derefter angriber svenskerne et svækket Danmark via Jylland og Fyn, og krydser isen til Sjælland under Første Karl Gustav-krig. Under Freden i Roskilde må Danmark afstå Skåne, Halland og Blekinge. Maren Splids er blot én blandt omkring 1000 danskere, der bliver ofre for heksejagt. Omkring 1 % af befolkningen ejer alt jorden i Danmark, og langt størstedelen indbyggerne i landet er bønder, enten som enten er fæstebønder eller husmænd, der lejer jorden af en herremand. Liget af Peder Winstrup, der var biskop i Lund, blev begravet i 1679, og hans velbevarede lig bliver undersøgt af moderne forskere. |                                                       |                                                                                                   | | |                                                             |
| 2   | 30. september | Enevælde og Oplysningstid (1660 – ca. 1800)           | Christian 5.s Kronregalier Statskup-dokument 1784 Strømpebånd fra dronning Caroline Mathilde      | Anne-Marie Mai (professor i litteratur, Syddansk Universitet) Anne Løkke (professor i historie, Københavns Universitet) Charlotte Appel (historiker og lektor, Københavns Universitet) Kaare Lauring (tidl. museumsinspektør, Handels- og Søfartsmuseet) Peter Henningsen (museumschef, Frilandsmuseet) Morten Fink-Jensen (historiker og lektor, Københavns Universitet) Sebastian Olden-Jørgensen (historiker og lektor, Københavns Universitet) Søren Mentz (museumsleder, Museum Amager) | Amalienborg Det Kongelige Teater Frederiksborg Slot Frilandsmuseet Fort Christiansborg Kastellet Middelaldercentret Rosenborg Slot Roskilde Domkirke Vestindisk Pakhus | Martin Sundstrøm                                            |
| 2   | Enevælden indføres af Frederik 3., der ønsker magten over Danmark alene. Tidligere var Danmark et adelsvælde, hvor kongen og adelen bestemte i fællesskab, men efter adelen svigtede sit forsvar af Danmark under Svenskekrigene og Stormen på København 1659 forsvandt deres magtbase. Oplysningstidens tanker fra Europa om frihed og lighed kommer først til Danmark med Ludvig Holberg, der opfører de første teaterstykker på dansk i Danmark for at oplyse borgerne. Det Kongelige Teater etableres. Under Frederik 5. vokser oplysningstidens tanker for alvor frem. Det kulminerer da oplysningsmanden og lægen Johann Friedrich Struensee lykkedes at manipulere den psykisk ustabile Christian 7., og midlertidigt tage magten over Danmark for at fremme radikale ideer med tilladelse til trykkefrihed og forbud mod tortur. I Danmark er der under Enevælden 60.000 gårde, og her lever de fleste danskere som fæstebønder, som er underlagt de lokale godsejerne. Under Frederik 6. får de flere rettigheder, stavnsbåndet ophæves og en række landboreformer indføres. I perioden udvikles den danske slavehandel og 100.000 slaver hentes fra Ghana til Dansk Vestindien, og eksotiske varer som sukker, tobak og kaffe sendes hjem til Danmark i den såkaldte trekantshandel. |                                                       |                                                                                                   | | |                                                             |
| 3   | 7. oktober | Grundloven, folket og magten (ca. år 1800 – ca. 1900) | Grundloven af 1849, Rigsarkivet Kongeloven af 1665, Rigsarkivet Septemberforliget, Arbejdermuseet | Carsten Porskrog Rasmussen (historiker og overinspektør, Museum Sønderjylland) Jes Fabricius Møller (historiker og lektor, Københavns Universitet) Lars K. Christnsen (historiker og seniorforsker, Nationalmuseet) Margit Bech Vilstrup (samlingschef, Arbejdermuseet) Peter Henningsen (museumschef, Frilandsmuseet) Rasmus Glenthøj (historiker og lektor, Syddansk Universitet) | Arbejdermuseet Bakkehusmuseet Den Fynske Landsby Den Gamle By Dybbøl Mølle Gjorslev Slot Historiecenter Dybbøl Banke Hjerl Hede Hofteatret Københavns Byret            | Sine Ivic Dorthe Gad Thuemoes                               |
| 3   | England bombarderer København og stjæler den danske flåde i 1807, fordi Danmark ikke ønsker at vælge side i Napoleonskrigene. Da England vinder over Frankrig, er Danmark tvunget til at afstå Norge ved freden i Kiel. I begyndelsen af 1800-tallet udgør bønderne omkring 80 % af befolkningen, og ved lov får de for første gang mulighed får at eje deres gårde. Omend nogle ryger på tvangsauktion i de nye tider. Andelsbevægelsen i Danmark starter succesfuldt i 1860'erne, da bønder kan gå sammen og konkurrere med godsejerne. I Bakkehusmuseet mødes tidens kunstnere og forfattere, heriblandt H.C. Andersen, Adam Oehlenschläger og N.F.S. Grundtvig hos Kamma Rahbek, og den danske guldalder hylder særligt den danske bondekultur. Christian 8. var konge for Danmark, Island, Grønland samt Slesvig og Holsten. I Europa bliver enevældige konger afsat, og han er bekymret for noget lignende i Danmark. Orla Lehmann fængsles for en tale på Falster om at folket skal have større magt. Da bønderne gør oprør, forbyder kongen dem at forsamle sig, og Lehmann hyldes som folkets helt. Frederik 7. overtager tronen i 1848 og ved Casinomødet samme år kræver folket en fri forfatning, hvilket starter martsrevolutionen, hvor kongen frivilligt indfører demokrati. Grundloven vedtages året efter i maj, men fjolser, fruentimmere, forbrydere, fattiglemmer og folkhold (tjenestefolk) får dog ikke stemmeret. Lehmann og D.G. Monrad er med i rigsdagen, og mener at grundloven skal gælde for alle dansktalende områder, hvilket også inkluderer Slesvig. Treårskrigen bryder ud, og den bliver en del af de slesvigske krige. Man forsøger igen at inkluderer Slesvig i grundloven, men det ender med at Otto von Bismarck i spidsen for Preussen angriber i 1864. Under slaget ved Dybbøl taber Danmark stort, og må afstå både Slesvig og Holsten, hvormed landet bliver mindre end nogensinde. Folk flytter til byen for at finde arbejde, men ender under kummerlige vilkår med ringe løn. Louis Pio udgiver skrivelser om bedre vilkår til arbejderklassen i 1871. Arbejderbevægelsen og fagforeninger opstår og der bliver utallige strejker i hele Danmark, for bedre løn. En stor københavnsk murerstrejke ender med slaget på Fælleden og Pio bliver fængslet. Da han kommer ud, får han 10.000 for at rejse til Amerika. Det er godsejerne i partiet Højre, der sidder på magten med J.B.S. Estrup som statsminister, og Julius Rasmussen forsøger med et attentat på Estrup, som fejler. Socialdemokratiet kommer i Folketinget første gang 1884. I 1899 starter en landsdækkende snedkerstrejke, der ender med lockout for over 40.000 personer. Det afsluttes af septemberforliget, der grundlæger den danske model. I 1901 modtager Venstre endelig regeringsmagten og Danmarks første flertalsregering er skabt med Johan Henrik Deuntzer som statsminister. Det fejres med optog og folkefest i Kongens Have. |                                                       |                                                                                                   | | |                                                             |
| 4   | 14. oktober | Det svære demokrati (1900 – 1950)                     |                                                                                                   | Bo Lidegaard (historiker og chefredaktør for Politiken) Pia Fris Laneth (journalist og forfatter) | Amalienborg Andelslandsbyen Nyvang Arbejdermuseet Frilandsmuseet Rosengårdens Bodega                                                                                   | Ane Salbach Thomas Roger Henrichsen                         |
| 4   | Kvinderne får valgret i 1915. Første verdenskrig bryder ud, og selvom Danmark ikke er en del af krigen påvirker det hverdagen for mange. Der kom rationering på basisvarer, for at sikre at alle havde adgang til ting som brød, flæsk, kaffe og sukker. Omkring 26.000 fra det danske mindretal i Slesvig sendes i krig for Tyskland, og omkring 4.000 mister livet. Christian 10. afsætter regeringen og indsætter i stedet sin advokat Otto Liebe, hvilket skaber omfattende protester. Danmark bliver besat i 1940, men regeringen vælger at indgå et samarbejde med besættelsesmagten for at beholde muligheden stadig at kunne styre landet. |                                                       |                                                                                                   | | |                                                             |
| 5   | 21. oktober | Velfærd og kold krig (1950 – 2000)                    | Originaloptagelser af sabotagesprængninger                                                        | Bo Lidegaard (historiker og chefredaktør for Politiken) Pia Fris Laneth (journalist og forfatter) | Andelslandsbyen Nyvang | Anne Røgils Claus Pilehave                                  |
| 5   | Besættelsen fortsætter, men regeringen er gået af, og Tyskerne har derfor overtaget styret med landet totalt. Sabotage bliver mere udbredt. Da Nazityskland overgiver sig i 1945, når de engelske tropper kun frem og befrier Danmark få timer inden Sovjetunionens soldater gør det. Befrielsen bliver det fejret i hele landet, på nær på Bornholm, der er besat af Sovjetunionen et helt år længere end resten af landet. I efterkrigstiden blive landet tilbudt marshallhjælp, og dette kommer især bønderne og fabrikkerne til gode, da de kan købe nye effektive maskiner fra USA, og landet vælger for alvor side og bliver en del af Vesten. Man bliver også en del af NATO, hvor medlemslandene love at komme hinanden til undsætning, hvis et af dem bliver angrebet. Truslen kommer fra øst og den kolde krig raser. Kvinder har ikke ret til fri abort. Blandt de personer, som benytter sig af at få lavet såkaldt fosterfordrivelse ulovligt er Jens Otto Krag, der bliver en fremtrædende skikkelse i dansk politik. Han er med til at lave nogle af de reformer, der er med til at bringe vækst i Danmark efter krigen. I 1972 stemmer Danmark ja til at blive en del af EF. Inger Merete Nordentoft bliver fængslet i 5 måneder under krigen. I 1945 blev hun rektor på Katrinedalskolen. Hun har adopteret et barn, men da hun senere bliver gravid uden for ægteskabet, får det forældrene til omkring 1/4 af eleverne på skolen til at flytte over på Rødkilde Skole, der bliver opført af samme årsag. Kirsten Hüttemeier begynder sine kurser, og er aktiv fortaler for moderne køkkenredskaber som fryser og køleskab, der kan hjælp husmødrene. |                                                       |                                                                                                   | | |                                                             |

## Produktion
De dramatiseringer, som indgår i fortællingerne, er forsøgt bygget op om arkæologiske fund og tolkninger, som forskellige eksperter har givet, samt historiske genstande.
For at optage scener med gletsjere, som der fandtes i Danmark ved sidste istid, tog produktionsholdet til Island.
Derudover anvendte man flere frilandsmuseer til de forskellige dramatiseringer i hvert enkelt afsnit. Sagnlandet Lejre var en stor samarbejdspartner, og stedet blev anvendt som lokation i tre afsnit. Desuden var frivillige med til at sy stenalderdragter til brug til optagelserne på Island med rensdyrjægere. Museets forskellige afdelinger blev anvendt som lokation i de tre første afsnit, om henholdsvis stenalderen, bronze- og jernalderen samt vikingetiden.
Til afsnittet om vikingetiden blev der anvendt kampscener, som var blevet optaget på Moesgård Vikingetræf i 2016.
Til afsnittet om middelalderen optog man dele på Middelaldercentret ved Nykøbing Falster, hvor man brugte et rekonstrueret købmandshus. Den danske folkemusikgruppe Almune medvirkede i afsnittet om højmiddelalderen.
Produktionen af serien endte med at koste flere penge end budgetteret, men DR har ikke villet oplyse, hvor meget over budget man gik. Redaktionen blev derfor sat under økonomisk administration. Kulturdirektøren Tine Smedegaard Andersen udtalte dog også, at overskridelsen ikke ville påvirke licensbetalerne.
Premieren på anden sæson skulle oprindeligt have været i august, men blev flyttet til september, og samtidig blev sendetidspunktet ændret fra søndage til lørdage. Ifølge DR's kanalchef Pil Gundelach Brandstrup var det "For at være sikker på at beholde den høje kvalitet". I en afstemning på Ekstra Bladets hjemmeside stemte knap 50 %, at de foretrak at se serien om søndagen, mens lidt over 20 % stemte på tirsdag. Brandstrup så det dog ikke nødvendigvis som en ulempe med den nye sendetid, da hun mente at det kunne "få flere børn til at se med, da de ikke skal op og i skole dagen efter."
Afsnit 3 i anden sæson, der omhandlede 1800-tallet, krævede ifølge instruktøren Sine Ivic flere svære fravalg, da det var vanskeligt at få alle begivenhederne med i en periode, som ifølge hende var det tidspunkt, hvor "vores samfund ændrer sig allermest fundamentalt".

### Casting
Man valgte at bruge Lars Mikkelsen som vært til hele serien, hvor han præsenterer de forskellige tidsperioder, og delvist medvirker i de forskellig dramatiseringer ved at stå som tilskuer til begivenhedernes gang. Mikkelsen udtalte om rollen som vært, at det var intet "mindre end en drøm, der går i opfyldelse".
Der blev gjort et stort arbejde for at finde skuespillere, der havde stor fysisk lighed med de historiske personer, som de portrætterede. Seriens caster og tilrettelægger udtalte at "Vi har så vidt muligt forsøgt at finde skuespillere, som ligner de historiske karakterer." Historikeren Peter Yding Brunbech udtalte, at populærkulturelle fremstillinger i "meget høj grad med til at bestemme vores visuelle opfattelser af historiske personer", og at det derfor var vigtigt med vellignende skuespillere.
Til Christian den 9.s kostume blev der brugt en original uniform, og dette satte sine begrænsninger i castingen af denne rolle. Man brugte desuden en medalje, som tilhørte den virkelige Christian 9., og derfor er uerstattelig. Denne medalje var udlånt af Ordenskapitlet. Til rollen som Caroline Mathilde måtte man tage hensyn til at skønhedsidealet er skiftet siden 1700-tallet, og trods den historiske person var lille og buttet valgte man i stedet en skuespiller, hvis udseende tiltalte moderne mennesker.
I april 2017 annoncerede DR, at man søgte statister til den anden sæson, hvor de især ledte efter mænd med langt og mellemlangt hår. I maj samme år meldte kanalen ud, at de nu søgte mænd i alle aldre med kort og mellemlangt hår til de to kommende afsnit om 1900-tallet, der skulle optages i hele landet i maj og juni måned.

## Modtagelse

### Sæson 1
Det første afsnit blev godt modtaget af både anmeldere og seere. Med et seertal på ca. 1.244.000 var det på højde med andre serier, som kanalen har sendt søndag aften. Til sammenligning havde tredje sæson af Arvingerne gennemsnitligt 1.004.000 seere per afsnit. Seerandelen var 53 %, og afsnittet fik en en kvalitetsvurdering på 4,4 ud af 5. Til sammenligning havde finalen på den seneste sæson af X Factor en kvalitetsvurdering på 4,2 ud af 5. Programmet var det tredjemest sete tv-program på DR i denne uge, næst efter X Factor afgørelsen og selve konkurrencen, hvilket samtidig gjorde Historien om Danmark til det tredjemest sete program blandt alle danske kanaler denne uge.
Politikens anmelder, Bo Lidegaard, gav fem ud af seks hjerter, og han skrev blandt andet, at "Serien kom godt fra start", og at det gik "bevægende godt i første, svære kapitel". Ligeledes blev kombinationen af dramatiseringerne og de forskellige forskeres udtalelser rost. Bent Blüdnikow fra Berlingske gav fire ud af seks stjerner. Her blev de medvirkende eksperter rost. Dog skrev han også, at fordi Mikkelsens replikker ikke var hans egne ord, blev det en smule mere upersonligt end tidligere historiedokumentarer som dem med Palle Lauring, Erik Kjersgaard eller Paul Hammerich. Blüdnikow konkluderede, at første afsnit alt i alt var "underholdende og seriøs", og at det nemt kunne "vække den historiske interesse hos yngre generationer".
Dagbladet Information giver ikke giver point, men Lars Mikkelsens rolle blev rost. Avisen var dog mindre begejstret for DR's forsøg på at bruge nationen Danmark til at binde historien sammen i første afsnit, da landet slet ikke var samlet på dette tidspunkt, og der ikke var en befolkning kaldet "danskere" i stenalderen. Historikeren Peter Yding Brunbech gav fire ud af seks stjerner i Kristeligt Dagblad, hvor han roste produktionen, og om dramatiseringerne stod der, at deres "kvalitet hæver sig over, hvad man normalt ser i dokumentarserier med dramatiseringer." Dog mente anmelderen, at det fungerede mindre godt, "når det bruges til at forklare store strukturelle ændringer." Det største kritikpunkt var dog at bruge konceptet om Danmark til historien, som foregik mange tusinde år, inden det blev en samlet nation med ét folk. Forfatteren Merete Pryds Helle skrev i et indlæg i Politiken, at serien hyldede manden, mens kvindernes rolle i Danmarks historie bliver sat til side.
Andet afsnit blev i Politiken anmeldt af Ulla Tofte, direktør for M/S Museet for Søfart, og hun kaldte det "nervepirrende spændende" og "fremragende historieformidling". Tofte gav fem ud af seks hjerter. Information skrev, at DR ikke ville "tage munden for fuld" og opfinde ord til bronzealderens mennesker, når vi intet ved om sproget. I en leder af Lasse Jensen i Dagbladet Information blev de to første afsnit af Historien om Danmark nævnt som at kunne "være første skridt til en tilbageerobring" af noget af DR's tabte tillid fra befolkningen. Her blevet det nævnt, at serien var flot og moderne dramaturgi, og han sammenlignede det med store BBC-produktioner. Jensen sluttede af med at skrive, at det "indtil videre ser [...] lovende ud. Afsnittet blev set af omkring 1.009.000 personer, og det var dermed det mest sete program på DR i denne uge samt det mest sete program blandt alle danske kanaler.
Den humoristiske webavis RokokoPosten bragte i april en artikel, hvor en imaginær storbonde fra Midtsjælland brokkede sig over, at Lars Mikkelsen vandrer rundt på deres gravhøje i serien, selvom de i første omgang havde budt ham velkommen i den tro, at han "kom sydfra og ville handle med os eller skabe en alliance ved at gifte sig med en af vores kvinder."
Bo Tao Michaëlis gav tredje afsnit af serien fem ud af seks hjerter i Politiken, og skrev, at det var "nuanceret og enorm flot", og man "slap godt fra foretagendet" på trods af mange faldgruber. Dagbladet Information kaldte i anmeldelsen af tredje afsnit serien for "gave til landets historielærere", men at man godt måtte "skrue en anelse ned for den danskerglade retorik". Afsnittet blev set af omkring 955.000 personer, og det var dermed det mest sete program på DR i denne uge samt det mest sete program blandt alle danske kanaler. En genudsendelse på DR2 ugen efter trak omkring 85.000 seere, hvilket gjorde det til denne kanals niende mest sete program denne uge.
Filmmagasinet Ekko anmeldte de første tre afsnit af serien samlet. De mente, at man "endelig [fik] noget for pengene" for den public service, som DR er forpligtet til at levere. De roste tempoet og skrev, at der blev fortalt så "alle kan følge med". Om dramatiseringerne skrev anmelderen, at det hverken blev "påtaget realistisk eller teatralsk". De medvirkende eksperter blev også rost, og anmelderen mente, at deres faglige begejstring var smittende. Eneste kritikpunkt var, at det hele blev lidt for idyllisk, og at man startede danmarkshistorien med etablere stenalderfolkene som danskere, længe inden nationen var blevet grundlagt. De tre første afsnit fik fem ud af seks stjerner.
Fjerde afsnit blev modtaget mindre godt end de forrige. Kristeligt Dagblad skrev, at det var det "hidtil svageste afsnit". Særligt prioriteringen blev kritiseret, da der ifølge avisen kun var plads til "To gange Valdemar, en Ingeborg og en bisp Absalon", som var det eneste "prægede Danmark i tidlig middelalder". De skrev samtidig, at det var synd, at jernalderen stort set var sprunget over i de to foregående afsnit. Anmelderen gav tre ud af seks stjerner. Bo Tao Michaëlis, der igen skrev en anmeldelse for Politiken, var nogenlunde enig og mente, at de var et afsnit som var "hulter til bulter". Han gav fire ud af seks hjerter. Information skrev, at skrev at afsnittet desværre fortabte sig i konger og magtpolitik på trods af, at DR "faktisk har lovet os en historie om danskerne og det danske landskab". Afsnittet blev set af omkring 1.051.000 personer, og det var dermed det mest sete program på DR i denne uge samt det mest sete program blandt alle danske kanaler.
Femte afsnit blev modtaget mere positivt end det forrige. Ulla Tofte var igen anmelder for Politiken, og hun skrev, at man leverede et "rigtig godt bud på en rekonstruktion af senmiddelalderen". Hun sluttede af med at stille spørgsmålet om, "Hvornår har flow-tv egentlig sidst kunnet samle fire generationer". Tofte gav fem ud af seks stjerner. Afsnittet blev set af omkring 1.038.000 personer, og det var dermed det mest sete program på DR i denne uge samt det mest sete program blandt alle danske kanaler.
I BT bragte man artikel med "de tre værste fejl" i serien, hvor historiker Lars Hovbakke, der er adjunkt i samfundsvidenskab og politik på University College Sjælland blandt andet udtalte, at serien manglede et europæisk perspektiv, som viste, hvordan Danmark har påvirket omverdenen. Kulturdirektøren i DR, Tine Smedegaard Andersen, svarede i samme artikel på kritikken, og gjorde det klart, at med ti afsnit af 60 minutters varighed til at dække mange tusinde års danmarkshistorie, så var man nødt til at fravælge visse ting. Hun fremhævede Egtvedpigen, Skrydstruppigen, Yamnayafolket og korstogene som eksempler på, hvor der var "et større og udenlandsk perspektiv på historien". De tre værste fejl var ifølge Hovbakke:
- At man i stenalderen fremstillede det som om, at man først fik kontakt med omverdenen omkring 4000 fvt.
- At vikingetiden stoppede, fordi kongerne, der efterfulgte Knud den Store, manglede det militære og politisk talente for at erobre England, når det reelt var Vilhelm Erobrerens erobring af landet, der reelt gjorde det umuligt at få fodfæste i landet.
- At der manglede informationer om de interne stridigheder i det nordlige Tyskland, der gjorde det muligt for Margrete 1. at samle Norden.[47]

Billed-Bladet skrev om første sæson, at Lars Mikkelsen med sine bløde og behagelige stemme var med til at gøre "historien til en spiselig størrelse", og man kaldte serien for en stor succes.

### Sæson 2
Sæson 2 fik en pæn modtagelse i Politiken, men ifølge Berlingske indeholdte sæsonen både seriens bedste og mest kritisable afsnit. Afsnit 7 om "Enevælde og oplysningstid" var ifølge Berlingske "Dramatisk effektivt, altså. Og som sådan sigende for Historien om Danmark, når serien, som her, er bedst" og fik fem stjerner. Seriens fjerde afsnit blev kritiseret af historikeren Bent Blüdnikow for at vise venstreorienterede aviser, idet der var fem klip med Politiken, men ingen af hverken Berlingske Tidende eller Nationaltidende, og at selv ikke kong Christian 10., der var stærkt nationalkonservativ, læste nogen af de to sidstnævnte aviser de scener, han var med i. Venstrepolitikeren Søren Pind kritiserede på sin blog på Berlingskes hjemmeside, at besættelsen den 9. april 1940 fik så ringe tid på skærmen, idet den ifølge ham var "en af de væsentligste datoer i Danmarkshistorien".
Det femte og sidste afsnit i serien, der omhandlede den kolde krig og velfærdsstaten, fik meget kritik, specielt for at vise en meget ensidig politisk vinkel. Ifølge historikeren Bent Blüdnikow var afsnittet "manipulerende og fyldt med usandheder", der lavede et "socialdemokratisk skønmaleri og renvaskning af kommunister". Han kritiserede især, at der ikke blev nævnt en eneste borgerlig politiker. Han endte med at kaldet afsnittet en "politisk ensidig og useriøs udgave af danmarkshistorien" og gav kun én ud af seks stjerner. Til Ekstra Bladet udtalte Blüdnikow, at det kun var "socialdemokrater og kommunister, der bliver hyldet", og at "den borgerlige side er udraderet af DR". Han kritiserede også, at man i serien fortalte, at de kulturradikale "gik ind for lighed mellem kønnene, og at de gik ind for demokrati", på trods af at "mange kulturradikale i 1930erne [sic] var stærkt kommunistisk påvirket, og de og kommunisterne gik ikke ind for demokratiet". Han kritiserede også, at "der ikke er et ord om kommunistens vederstyggelighed og mord". Morten Messerschmidt fra Dansk Folkeparti udtalte, at DR burde fjerne afsnittet fra deres hjemmeside, men dette medførte kritik fra Dansk Journalistforbunds formand, Lars Werge Andersen, der mente, at Messerschmidt dermed brød med armslængdeprincippet.

### Priser
Ved TV-branchens årlige prisuddeling, TV Prisen, blev serien årets store vinder. Siden har serien vundet flere andre priser.
| År   | Festival                   | Pris                      | Resultat  |
| ---- | -------------------------- | ------------------------- | --------- |
| 2018 | TV Prisen                  | Seerprisen                | Vinder    |
| 2018 | TV Prisen                  | Bedste nyskabelse - Fakta | Vinder    |
| 2018 | TV Prisen                  | Bedste fakta-serie        | Nomineret |
| 2018 | TV Prisen                  | Årets vært                | Nomineret |
| 2018 | Artbeat Prisen             | Årets kulturformidling    | Vinder    |
| 2018 | Billed-Bladets TV-Guld     | Årets nye tv-program      | Nomineret |
| 2018 | BANFF World Media-festival | Bedste historiske program | Nomineret |